# بو فارينغتون
بو فارينغتون (بالإنجليزية: Bo Farrington)‏ هو لاعب كرة قدم أمريكية أمريكي، ولد في 6 فبراير 1936 في DeWalt, Missouri City, Texas ‏ في الولايات المتحدة، وتوفي في 27 يوليو 1964 في رينسيلار في الولايات المتحدة.

## وصلات خارجية
- بو فارينغتون على موقع مرجع كرة القدم المحترفة.كوم (الإنجليزية)